# Schwarzflossen-Anemonenfisch
Der Schwarzflossen-Anemonenfisch (Amphiprion melanopus) ist eine Fischart aus der Familie der Riffbarsche (Pomacentridae). Er lebt in den Korallenriffen Indonesiens (Bali und Sulawesi ostwärts), der südöstlichen Philippinen, Neuguineas, Melanesiens, Mikronesiens, des südöstlichen Polynesiens und im Korallenmeer bis zur Ostküste von Queenslands (Australien) in Wassertiefen von einem bis 18 Metern.

## Beschreibung
Die Rückenflosse (Dorsale) hat 10 Hart- und 16 bis 18 Weichstrahlen, die Afterflosse (Anale) 2 Hart- und 13 bis 14 Weichstrahlen. Der Schwarzflossen-Anemonenfisch wird bis zu 12 Zentimeter lang.
Amphiprion melanopus ist typischerweise an Kopf und Brust rötlich-orange gefärbt, über den Kopf zieht sich ein einzelnes weißes, dünn dunkel umrandetes Band. Der Körper ist dunkelbraun bis fast schwarz. Die Bauchflossen (Ventrale) und die Afterflosse sind dunkelbraun, Rückenflosse und Schwanzflosse (Caudale) sind gelb bis rötlich. Jungtiere bis etwa 3 cm SL haben ein weiteres, helles Band über die Mitte der Seite und manchmal ein drittes helles Band oder Sattel über die Schwanzflossenbasis.

## Lebensweise
Amphiprion melanopus lebt in Lagunen- und Außenriffen. Seine Nahrung besteht aus planktonischen Ruderfußkrebsen und Algen. Die Fische leben gewöhnlich mit der Blasenanemone (Entacmaea quadricolor) als Symbioseanemone zusammen, gelegentlich auch mit der Lederanemone (Heteractis crispa) und selten mit der Prachtanemone (Heteractis magnifica).

## Gefährdung und Nutzung
Amphiprion melanopus ist im westlichen Zentralpazifik weit verbreitet, lokal kommt die Art häufig vor. Größere Bedrohungen gibt es für sie nicht, zumal sie auch in marinen Schutzgebieten vorkommt. Amphiprion melanopus wird häufig für den Aquaristikhandel gesammelt, aber auch in Gefangenschaft vermehrt. Die Wirtsanemonen sind möglicherweise anfällig für das ausbleichen durch periodische Ereignisse. Von der IUCN wird dieser Anemonenfisch als nicht gefährdet (LC, Least Concern) eingestuft.

## Forschungsgeschichte
Bleeker beschrieb Amphiprion melanopus 1852 in Neuer Beitrag zur Kenntnis der ichthyologischen Fauna von Amboina. und merkte dazu an, dass „Diese Art die einzige ist, die mir aus Amphiprion bekannt ist, die nur ein Querband hat und bereits daran leicht zu erkennen ist. Die Erkennung wird durch den schwarzen Bauch, die schwarzen Anal- und Bauchflossen sowie durch die orangefarbene konvexe, nicht getupfte Schwanzflosse weiter erleichtert“.